# Вазелиновое масло
Вазели́новое ма́сло (лат. Oleum vaselini seu Parafinum liquidum, «жидкий парафин») — очищенная фракция нефти, получаемая после отгонки керосина, в которой нет вредных органических веществ и их соединений. В медицине используется как слабительное средство, в пищевой промышленности часто применяется для смазки оборудования.

## Химический состав
Смесь предельных углеводородов с С10 ÷ С15. Бесцветная маслянистая жидкость, смягчающая мазевые основы. Смешивается с жирами и маслами, обладает всеми свойствами вазелина.
Как и вазелин, растворимо в эфире и хлороформе, керосине, бензине и уайт-спирите. Нерастворимо в спирте и воде, однако хорошо взбитое с абсолютизированным изопропиловым спиртом образует условно устойчивую эмульсию — в пропорции до 10 % взвесь однородна около двух-пяти минут, при пропорции масла 20 % взбитая смесь устойчива около одной-трёх минут, потом начинается визуально видимое расслоение. Медицинское масло расслаивается быстрее, чем аналогичные по вязкости, но менее чистые жёлтые промышленные сорта масла — время устойчивости эмульсии зависит от плотности и вязкости конкретного сорта масла, часть масла остаётся во взвешенном состоянии сутками, визуально это примерно 2—3 %.

## Масло вазелиновое медицинское
Качество и право называться «медицинским» нормируется согласно ГОСТ 3164-78 — основные физические характеристики примерно соответствуют марке 250 немедицинского масла от разных производителей:
- плотность при 20° С, г/см3, не менее: 0,850—0,890
- вязкость кинематическая при 50° С, мм²/с: 26,0—38,5
- вязкость кинематическая при 40° С, мм²/с: 40,0—58,0
- температура вспышки, определяемая в закрытом тигле, °С, не ниже: 185.

## Применение
На основе медицинского вазелинового масла создается множество различных медицинских и косметических мазей, оно используется в качестве растворителя для ряда препаратов, предназначенных для инъекций и в качестве пеногасителя при производстве пенициллина. В пищевой промышленности вазелиновое масло используется как смазка для оборудования. Для бань и саун используется как пропитка полок, с постоянным активным грязеотталкиванием вследствие большой ползучести масла.
Недорогие сорта вазелинового масла используется для создания пластичных, устойчивых к сильным окислителям смазочных материалов, входит в состав разравнивающих жидкостей НЦ-313 и РМЕ. Вазелин является составной частью некоторых строительных эмалей как неполимеризующийся пластификатор. Используется в контейнерах для хранения цезия. Некоторые составы вакуумных масел (компрессорных) содержат вазелиновое масло (см. Вакуумный аппарат пожарных насосов).
В церквях и исторических зданиях масло вазелиновое медицинское (масло медицинское белое высшего качества) используют вместо растительных масел в лампадах. В результате полного сгорания жидкого парафина образуется диоксид углерода и водяной пар — в отличие от растительных масел и воска, вазелиновое не даёт осаждения копоти и сажи на настенных фресках и росписях.
Вазелиновое масло довольно широко применяется в прикладной и аналитической ИК-спектроскопии. Используется для приготовления суспензий, поскольку имеет мало собственных полос поглощения и препятствует контакту вещества с воздухом.